# Ponor (Alba)
Ponor (ungarisch Nagyponor) ist eine rumänische Gemeinde im Kreis Alba in der Region Siebenbürgen.

## Geographische Lage

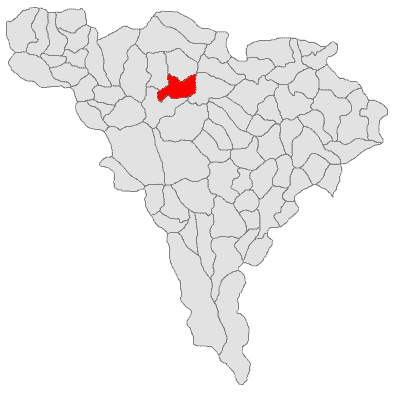
Lage der Gemeinde Ponor im Kreis Alba

Ponor liegt an der Kreisstraße (Drum județean) DJ 750C und dem gleichnamigen Bach – einem Zufluss des Arieș – im Westen Siebenbürgens. In bergigem Gelände an der Grenze zwischen Trascău-Gebirge und Siebenbürgischem Erzgebirge (Munții Metaliferi) im historischen Motzenland, befindet sich der Ort ca. 27 Kilometer (Luftlinie) östlich von Câmpeni (Topesdorf), die Kreishauptstadt Alba Iulia (Karlsburg) liegt etwa 32 Kilometer (Luftlinie) südöstlich entfernt.

## Geschichte
Der Ort Ponor wurde nach verschiedenen Angaben 1603 oder 1648 erstmals urkundlich erwähnt. Er ist seitdem durch Weidewirtschaft geprägt. 

## Bevölkerung
Die 697 Einwohner der Gemeinde bezeichneten sich im Jahr 2002 mit Ausnahme von zwei Ungarn durchweg als Rumänen. Die Einwohnerzahl blieb seit der ersten offiziellen Erhebung im Jahr 1850 (damals 2065) bis Mitte der 1950er Jahre in etwa konstant und nahm seitdem deutlich ab. Ähnliches gilt für den eigentlichen Ort Ponor; hier sank die Einwohnerzahl von 405 im Jahr 1956 auf 149 im Jahr 2002.

## Verkehr
Von Ponor führt ein Fahrweg zur gleichfalls unbefestigten Straße Aiud–Abrud. Etwa 10 Kilometer nach Norden besteht Anschluss an die im Tal des Arieș verlaufenden Drum național 75. Öffentliche Verkehrsmittel berühren den Ort nicht.

## Sehenswürdigkeiten
Der Ort Ponor selbst weist keine Besonderheiten auf. In der Umgebung des Ortes befinden sich noch mehrere strohgedeckte Häuser, die heute – bis auf wenige Ausnahmen – allerdings nicht mehr zu Wohnzwecken genutzt werden.
Von touristischem Interesse ist die landschaftlich reizvolle Lage. Am südlichen Rand des Gemeindegebietes liegt die Talschlucht Cheile Geogelului. 
- Das Naturreservat Vânătările Ponorului (1,5 Hektar). Wenige Kilometer nordöstlich von Ponor mündet dort der durch das Dorf fließende Bach in die Karsthöhle Peștera Dâlbina.[6]
- Die Holzkirche (Sfânții Arhangeli), im eingemeindeten Dorf Geogel (ung. Kisgyógypatak), 1751 errichtet, 1823 umgebaut und 1848 erneuert, steht unter Denkmalschutz.[7]
- Das Kloster von Ponor (Înălțarea Domnului und Sfântul Ierarh Nectarie) außerhalb des Ortes (ca. 1300 m).[8]

## Persönlichkeit
- Victor Ciorbea (* 1954), geboren in Ponor, war Ministerpräsident Rumäniens von 1996 bis 1998.